# Parlatoria acalcarata
Parlatoria acalcarata är en insektsart som beskrevs av Mckenzie 1960. Parlatoria acalcarata ingår i släktet Parlatoria och familjen pansarsköldlöss. Inga underarter finns listade i Catalogue of Life.